# Leon Litwiński
Leon Litwiński, także Léon de Litwinsky (ur. 11 kwietnia 1887 w Warszawie, zm. 19 września 1969 w Brukseli) – polski psycholog, ekonomista, dyplomata, prekursor ekonomii behawioralnej. 

## Życiorys
W wieku 17 lat z powodów politycznych zmuszony był emigrować do Belgii. W 1907 i 1908 uzyskał stopnie w zakresie nauk handlowych na Uniwersytecie w Liège. Tamże doktoryzował się z wyróżnieniem w 1911 na podstawie pracy poświęconej ekonomice kolei belgijskich. Studiował także na London School of Economics (1906) oraz Uniwersytecie w Berlinie (1908). Poza polskim, Litwiński posługiwał się angielskim, francuskim, niemieckim, portugalskim i rosyjskim.
Na początku kariery Litwiński pracował na stanowiskach kierowniczych w międzynarodowych firmach przemysłowych i handlowych. Odpowiadał za negocjacje poprzedzające otwarcie belgijskiego banku w Moskwie. Przed wybuchem I wojny światowej był redaktorem branżowego czasopisma „l'Exportation belge” oraz „Moniteur maritime et commercial”. W czasie wojny działał na rzecz przywrócenia Polsce niepodległości, pełniąc funkcję honorowego sekretarza Polskiego Komitetu Informacyjnego w Londynie. Po wojnie pełnił szereg funkcji ekonomicznych w strukturach Ministerstwa Spraw Zagranicznych RP. W latach 1927–1939 był radcą ekonomicznym rządu RP w Brukseli. Od 1 listopada 1939 do maja 1940 był chargé d’affaires ambasady RP w Brukseli akredytowanym na Belgię i Luksemburg. W 1941 wyjechał do Lizbony. W Portugalii przebywał do 1946. Około 1947 wrócił do Belgii. Wykładał w uczelniach wyższych.
Opublikował przeszło 100 publikacji z zakresu ekonomii i psychologii. Zajmował się takimi zagadnieniami jak: psychologia własności, psychologia stosunków międzynarodowych, psychologia emocji, literatura. Mimo braku formalnego wykształcenia w zakresie psychologii, stałej afiliacji akademickiej oraz grona uczniów, traktowany jest jako jeden z pionierów ekonomii behawioralnej.
Był członkiem m.in.: Amerykańskiego Towarzystwa Psychologicznego, British Psychological Society, Royal Institute of Philosophy. 
Odznaczony Brązowym Medalem za Długoletnią Służbę oraz belgijskimi Orderem Korony i Orderem Leopolda. 
Posiada grób symboliczny na Cmentarzu Powązkowskim w Warszawie.